# Palindromische Sequenz
Als Palindromische Sequenz wird in der Genetik eine (kurze) Basensequenz von DNA oder RNA bezeichnet, die gegenläufig bei komplementärer Basenpaarung die gleiche Basenfolge ergibt.

Palindromische Sequenzen (A) im Doppelstrang einer DNA können mit gleichen Sequenzen im Einzelstrang basenpaarend den Stamm (C) einer Schleife (B) von Haarnadelstrukturen bilden; analog in RNA

Da in einem Doppelstrang von Nukleinsäuren die einander gegenüberliegenden Stränge gegenläufig orientiert (antiparallel) sind, können palindromische Sequenzen von Einzelsträngen mit anderen gleicher Nukleotidsequenz komplementär paaren und doppelsträngige Bereiche ausbilden, beispielsweise so den Stamm einer Haarnadelstruktur bilden (siehe Bild), in DNA wie in RNA.
Solche Nukleotidsequenzen gleichen einander und stellen jeweils Zeichenketten dar, die bei Umkehrung der Leserichtung je das reverse Komplement angeben. Sie ähneln damit einem Ausdruck, der von vorn wie von hinten gelesen gleich ist, und werden daher palindromisch genannt.
Die folgende Basenfolge ist zum Beispiel eine palindromische Sequenz:
5'-GAATTC-3'
3'-CTTAAG-5'
Die meisten der DNA-bindenden und modifizierenden Proteine erkennen kurze palindromische Sequenzen und führen ihre Aktivitäten symmetrisch an beiden Strängen aus. Das oben gezeigte Beispiel ist die Erkennungssequenz für ein bekanntes Restriktionsenzym, EcoRI. EcoRI erkennt diese Sequenz innerhalb eines DNA-Doppelstranges und schneidet beide DNA-Stränge jeweils zwischen den Nukleobasen G(uanin) und A(denin).
Das kürzeste Sequenzpalindrom mit einer wichtigen Funktion ist das CpG-Dinukleotid, bedeutend in der epigenetischen DNA-Methylierung von CpG-Inseln.